# Макхур, Камель Хасан
Камель Хассан Макхур (араб. كامل حسن المقهور‎, 1 января 1935 года — 4 января 2002 года) — ливийский адвокат, писатель и дипломат.

## Биография
Родился в районе Дахра города Триполи в зажиточной семье в 1935 году, Мансур провел своё детство сначала в Дахре, затем в Триполи, затем в Каире, где окончил школу.
Окончил юридический факультет Каирского университета в 1957 году, после чего вернулся в Ливию для работы по специальности в государственном аппарате. Два года спустя назначен помощником юрисконсульта Триполитании. С 1965 года член коллегии адвокатов. Был защитником политзаключенных в делах баасистов и националистов.
В 1969 году назначен судьей Апелляционного суда Триполи, и судьёй Верховного суда — с конца 1969 по май 1971 гоад. Был юридическим консультантом в переговорах по закрытию иностранных военных баз в Ливии, а также между ливийским правительством и нефтяными компаниями по ведению бизнеса. Возвращался к юридической практике с 1971 по август 1972 года.
В 1972 году назначен постоянным представителем Ливии при ООН. Затем, с июня, — посол в Канаде, с 1975 года — во Франции, затем — первым послом Ливии в Китае (с 1979 года).
Председатель Комитета по спорам в нефтяной промышленности, созданным в связи с законами о национализации 1978 года. В 1980 году представитель Ливии в Международном суде в Гааге по делу о разделе континентального шельфа между Ливией и Тунисом. В 1982 году назначен судьёй Верховного суда Ливии.
В марте 1982 года вошёл в состав Высшего Народного комитета (правительства) в качестве секретаря (министра) по делам нефти (дистанцировал этот структуру от политики и превратил его в технический трест в полном смысле этого слова). С 1 января по 31 октября 1984 года был генеральным секретарём ОПЕК. Помощник генерального секретаря Арабско-африканского союза (1984 год). Тогда же председатель Комитета по изучению вопроса о границах Ливии с Алжиром.
1 марта 1986 года назначен секретарём по внешним связям (министром иностранных дел) Ливийской Джамахирии и находился на этом посту год, после чего на год вернулся к юридической практике. Затем член Совета директоров Центрального банка Ливии, член Генерального Совета Ливийской компании иностранных инвестиций. Член юридического комитета по разработке проекта Арабского Союза. Член комиссии по подготовке проекта конституции Ливии. Возглавлял ливийскую делегацию на переговорах в ООН по «делу Локерби».
В 1991 году снова представлял государственную делегацию Ливии на процессе разрешения чадско-ливийского спора из-за полосы Аузу. В декабре 1986 года посетил СССР с официальным визитом.
В 1989 году открыл собственную юридическую фирму «MAGHUR & PARTNERS» в Триполи.
В 1997 году представлял Ливию на конференции ООН по учреждению Международного уголовного трибунала. В 1998 году возглавлял делегацию в ООН, где обсуждался вопрос по «делу Локерби» и отмены санкций ООН в отношении Ливии. Стал ведущим юристом в отстаивании ливийской версии в «деле Локерби» при слушаниях в ООН.
Был одним из первых ливийских литераторов, писал с 1950 года.
Автор восьми изданных книг, две последние выпущены в июле 2000 года.
Был женат на Сухир Эль-Гарьяни, ведущем ливийским педагоге и общественным деятеле, у них родилось семеро детей — четыре мальчика и три девочки.
Получил ряд правительственных наград и был членом Королевской академии Марокко (1990).